# Julian Opie

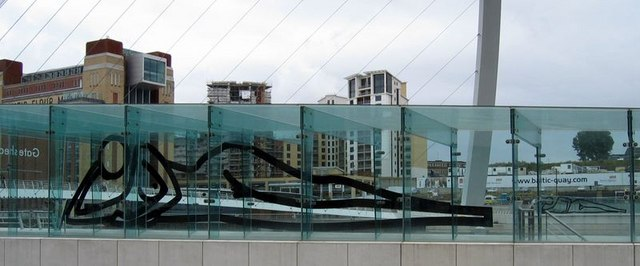
Julian Opie. Escultura.

Julian Opie (nacido en 1958, en Londres) es un artista visual que forma parte del movimiento de la Nueva Escultura Británica.

## Biografía
La formación de Julian Opie está asociada a la ciudad de Oxford Inglaterra. Durante el período transcurrido entre 1979 y 1982, pasó por la Dragon School, el Magdalen College y finalmente por el Golsminths College, donde se graduó. Durante su etapa formativa conoció a Damien Hirst.
Su obra, que se deriva en parte de Patrick Caulfield y Michael Craig-Martin, implica la reducción de fotos mediante programas informáticos)
Ya como estudiante, tuvo contacto con el mundo de las galerías de arte. En 1982 se produce su primera exposición en solitario en Lissan Gallery. Su trabajo durante estos años deriva, en parte, del realizado por los artistas Patrick Caulfield y Michael Craig Martin.
Considerado el representante actual del retrato moderno, Opie utiliza las
últimas tecnologías aplicadas a la pintura y, además de los trabajos realizados
por ordenador, en sus esculturas e instalaciones incorpora vinilos con luz
interior, paneles led o pantallas de cristal líquido.
El artista británico se ha hecho internacionalmente conocido gracias a su estilo minimalista de formas muy simples, casi simbólicas, que se apoyan en criptogramas. La representación de caras se reduce a algunas superficies y trazos negros, el color sólo se introduce de forma plana, tal y como lo hace un programa gráfico. Sus representaciones de personas y paisajes están basadas en fotografías que él ha trabajado previamente en el ordenador. A finales de 1990 dio principio a este enfoque minimalista de la representación figurativa que ha ido desarrollando hasta llegar a la perfección. Pequeñas diferencias en la posición de las cejas o los ojos, formados por puntos redondos de color negro, cambian el aspecto de la persona representada. Aunque existen muchas series de estos retratos, éstos mantienen un carácter individual. Las imágenes creadas con el ordenador se plasman sobre distintos materiales que sirven de soporte, como vidrio, plástico o papel, y algunas veces como fragmentos de vinilo o Impresiones C. Paralelamente, se crearon películas de corta duración que ponían en movimiento figuras, a menudo reducidas hasta convertirlas en simples líneas negras, como si fuesen monigotes. Se muestran sobre grandes pantallas de cristal líquido o LCD, o mediante diodos emisores de luz o led. Opie desarrolló otro planteamiento interesante en el campo de creación paisajística. Sobre la pantalla se ven las formas de un paisaje montañoso con un lago: el agua se mueve ligeramente mientras que el resto de los elementos de la imagen permanecen inmóviles.
Lo cierto es que, contradictoriamente, los rostros de la mayoría de sus retratos se reducen a las líneas imprescindibles en lo que algunos han llamado posminimalismo. Opie se defiende y comenta que se inspira en la señalética, en los logos. Todos somos símbolos de otras cosas, de la humanidad, justifica el artista.
Es uno de los artistas que más vende en Arco, aunque Julian Opie dedica sus ganancias a comprar obras de arte que le sirven de inspiración para sus proyectos, piezas que más tarde vende en ferias y así hasta que se canse de dibujar un día, algo poco probable porque asegura que lo hace desde que tenía 11 años porque es la manera más fiel de reproducir su visión del mundo. Aunque no creo que tenga un mensaje que difundir, no me interesa la comunicación cuando estoy elaborando una pieza. No pienso en el espectador si no en adecuar mi estilo para que funcione, para que salga lo mejor posible.

## Obra
Podemos dividir su producción artística en tres grupos:
- Pintura, generalmente figurativa. La figura humana invade toda su obra, son modelos cotidianos en sus quehaceres diarios, es gente de su entorno que cualquier persona podría ver en su día a día. El esquematismo y los colores vivos definen su pintura, así como también el poder de la línea. El uso tan marcado y definitorio de las líneas es algo heredado del historietista belga Hergé.

Todas las obras representan exclusivamente la figura humana. De ahí que
sus personajes y siluetas con cabezas redondeadas le hayan dado fama internacional, basados en modelos concretos, gente de su entorno a los que suele representar desarrollando una actividad cotidiana.
He pintado a gente conocida, como Kate Moss, pero quien realmente me interesa es la gente que me rodea, los personajes anónimos, comenta el artista, quien confiesa uno de sus hobbies: Muchas veces me siento a observar cómo camina la gente en la calle, las coreografías espontáneas que se establecen. Es maravilloso.
- Escultura. Dentro de este género Julian Opie realiza unas con metal y utensilios cotidianos y otras, construidas con madera y pintadas de blanco. Se establece una ruptura de los límites entre escultura y pintura, esto no es algo nuevo en el panorama artístico, ya durante los años 1912-1914 el cubismo sintético desarrollado por Picasso y Bracque, había traspasado esa frontera. Fue a través del collage. El collage le sirve a Picasso para conseguir al fin que el cuadro sea realidad, en lugar de sustituir a la realidad. Lo que permite el collage es pegar literalmente trocitos de realidad sobre el lienzo. Además, los trozos pegados (madera, papel, cartulina, plástico, u otros materiales) no necesitan ser coloreados ni iluminados y tampoco proyectan sombra.

- Instalaciones de video y paneles led. Las vídeo instalaciones consisten en la relación que se establece entre el carácter bidimensional de la imagen electrónica contemplada y el carácter tridimensional de la instalación en la que se inserta dicha imagen.

De ahí que sus obras unas veces estén compuestas por paneles de led, donde figuras casi iconográficas caminan y se entrecruzan, mientras que en otras ocasiones sean pantallas donde se exhiben sus retratos animados (bustos con rostros que parpadean o donde los pendientes conservan el balanceo inmediatamente posterior al gesto).

### Imagine You Are Driving
Imagine You Are Driving (Sculpture 1),1993, Imagine You Are Driving(3),1993 y You Are Driving a Subaru,1997.
Son tres obras de Julian Opie que actúan como una recreación simplificada de diferentes aspectos de la realidad contemporánea, recreación que se articula como una reducción de lo real a un sistema de objetos que en la práctica vienen a funcionar como los elementos de un lenguaje altamente codificado. La reformulación que desarrolla Opie de aquello que nos rodea busca estimular nuestra imaginación con el fin de que recreemos experiencias y vivencias básicamente cotidianas. Así ocurre con las propuestas aquí incluidas en relación con diferentes aspectos de la cultura del automóvil: la experiencia de conducir, la autopista, el sistema de carreteras o el coche como objeto.
La experiencia de conducir es claramente abordada en la serie de pinturas Imagine You Are Driving que muestran una secuencia de imágenes de una autopista desde el punto de vista del conductor. Opie describía así la experiencia: Quería obtener una imagen lo más real posible, y cuando conduces a gran velocidad lo único que ves es el cielo y la carretera (…) la velocidad anula la realidad. Así, la única experiencia paisajística que nos concede Opie en su lectura es la que nos ofrece la propia carretera.
Bajo el mismo título se presenta también un modelo de circuito realizado en hormigón y consistente en una serie de piezas básicas (curvas, rectas, rampas) que se articulan como si de un scaléctric se tratara. El tratamiento del sistema de carreteras como un juego básico de elementos interconectados, así como la escala y la ubicación en el suelo, facilita la apropiación espacial de una realidad constructiva cuya percepción de conjunto se nos escapa.
La tercera pieza, You Are Driving a Subaru, reproduce un coche prácticamente en su escala real. A Opie, según él mismo manifiesta, le preocupa la dimensión y la cualidad material del objeto en relación con el espacio físico del espectador. Una presencia real que pueda experimentarse como tal, pero que al mismo tiempo genere una sensación de extrañeza, de lejanía, de artificialidad.
Si en su conjunto las obras de Opie facilitan la recreación distanciada de experiencias derivadas de nuestra relación con objetos y situaciones en el entorno de la sociedad contemporánea, en el contexto de esta exposición arrojan una lectura que apunta hacia la naturaleza tecnologizada, hiperrealista y codificada de nuestra existencia y nuestra cultura material.

## Técnicas artísticas
El repertorio de Julian Opie es heterogéneo, va desde el vinilo y el tinte sobre nailon hasta las pantallas de cristal líquido, pasando por la escultura de metal y madera. El uso de la tecnología aplicada a la pintura es un rasgo definitorio del artista. Para

## Opie y el arte pop
En una entrevista realizada al artista en el diario ABC, con motivo de su exposición en el Centro de arte Contemporáneo de Málaga en el año 2006, declara que no se considera heredero del pop. Puede ser una influencia, como tantas otras. También los japoneses del siglo XVIII, Giotto... Hay una tendencia de la cultura americana a ver el mundo en relación con su arte. Las influencias que siente, que son múltiples, pueden variar también. Respecto a la relación del pop art con la cultura de masas, muchos creen que su tipo de arte es más propio para fuera que para dentro de un museo. El trata de añadir esas referencias culturales y poder comunicar mediante distintos tipos de objetos. En la visión clásica de la producción del arte no había que hablar de valores tangibles, materiales. Pero a él sí le parece que hay que hacerlo, son cosas del mundo real. En este sentido quizá sí tenga un vínculo con el pop art, que rompió el aislamiento del mundo artístico de las realidades tangibles, vulgares, de la vida cotidiana. El arte incorporó referencias al dinero, la sexualidad, el chismorreo... Son parte de la experiencia humana.
Julian Opie no reniega de la existencia de un vínculo con el arte pop, aunque no en cuanto a la relación del mismo con la cultura de masas. El arte pop es la manifestación plástica de una cultura (popular) caracterizada por la tecnología, el capitalismo, la moda y el consumismo, donde los objetos dejan de ser únicos para ser pensados como productos en serie. En este tipo de cultura también el arte deja de ser único y se convierte en una adicción. Sin embargo, el Arte Pop descarga de la obra de arte toda la filosofía anti-arte del Dadá y encuentra una vía para construir nuevos objetos a partir de imágenes tomadas de la vida cotidiana, al igual que Duchampy Andy Warhol había hecho con sus ready-mades.
Por tanto, se podría establecer una relación de la cotidianidad de sus imágenes con la tendencia del arte pop a representar los aspectos de una cultura popular y su relación con la publicidad y la ilustración.

## Opie y el minimalismo
Sólo podemos entender una tendencia hacia el minimalismo en cuanto a la neutralidad y la ausencia de simbolismo de sus retratos, en resumen, por su capacidad de síntesis.
El término minimalista, en su ámbito más general, es referido a cualquier cosa que se haya desnudado a lo esencial, despojada de elementos sobrantes, o que proporciona solo un esbozo de su estructura, y minimalismo es la tendencia a reducir a lo esencial. Se aplica también a los grupos o individuos que practican el ascetismo y que reducen sus pertenencias físicas y necesidades al mínimo, es también el significado a simplificar todo a lo mínimo.

## Opie y el ukiyo-e
Ukiyo-e, pinturas del mundo flotante, o Estampa Japonesa. Es un género de grabados (realizados mediante xilografía o técnica de grabado en madera) producidos en Japón entre los siglos XVII y XX, entre los que se encuentran imágenes paisajísticas, del teatro y de los cuartos del placer.
Sus últimos trabajos, en los que -inspirado por el arte tradicional japonés, especialmente por los grabados ukiyo-e- el artista nos ofrece su particular y contemporánea visión acerca del paisaje, gracias a originales "pinturas en movimiento" en las que podremos contemplar algunos paisajes típicamente japoneses, incluyendo vistas del monte Fuji, que inmediatamente nos remiten a las famosas obras de Hokusai o Hiroshige.

## Premios
Durante su productiva carrera ha obtenido premios como:
- Music Week CADS, Best Illustration for Best of Blur.
- Residency at the Atelier Calder in Saché, France.
- Sargant Fellowship at the British School in Rome.

## Exposiciones
Exposiciones y proyectos más recientes (selección).
- Royal Opera House, Londres (2009).
- MAK, Viena (2008).
- Art Tower Mito,Japón (2008).
- Phoenix Art Museum (2007).
- Art Gallery of Ontario, Toronto (2006).
- City Hall Park, Nueva York.
- Museum of Contemporary Art, Chicago (2004).
- K21 Colección de Arte Nordrhein-Westfalen, Düsseldorf (2003).

Las obras de Opie se pueden ver en muchos museos del mundo:
- Arts Council, Inglaterra.
- British Museum, Londres.
- Carnegie Museum, Pittsburgh.
- Daimler Chrysler Collection, Berlín.
- Daros-Stiftung, Zúrich.
- Institute of Contemporary Art, Boston.
- IVAM, Valencia.
- MUSAC, León.
- Museum of Modern Art, Nueva York.
- MoMAT, Tokio.
- National Gallery of Victoria, Melbourne.
- National Portrait Gallery, Londres.
- Stedelijk Museum, Ámsterdam.
- Tate Collection y Victoria & Albert Museum, Londres.
- CAC Málaga